# Таппер, Каарле
Ка́арле Та́ппер (фин. Kaarle Tapper; род. 19 сентября 1995 года, Финляндия) — финский яхтсмен, участвующий в соревнования в классе Лазер; участник Олимпийских игр 2016, 2020 и 2024 годов.
Представляет клуб Helsingfors Segelklubb. В 2014 году завоевал бронзовую медаль на юношеском чемпионате Европы. По итогам соревнований чемпионата мира 2015 года занимал 59-ю, а чемпионата мира 2016 года — 47-ю позицию.